# 太田黒卓
太田黒 卓（おおたぐろ すぐる、1996年8月28日 - ）は、熊本県湯前町出身の陸上競技選手。専門は長距離種目。上武大学ビジネス情報学部卒業。八千代工業陸上競技部に3年間、ひらまつ病院陸上部に1年間所属し、現在は西鉄陸上競技部に所属。

## 経歴
湯前町立湯前中学校で陸上競技を始め、熊本県立多良木高等学校3年時にインターハイ800メートル8位入賞をはじめ全国で活躍し、上武大学に進む。高校までは中距離だったが上武大学では長距離に転向し、入学時の駅伝部監督であった花田勝彦及び2年次より監督に就任した近藤重勝の指導を受け、2年次の第93回箱根駅伝では3区を走り区間10位、3年次・4年次はともに2区を走ったが3年次は区間19位、4年次は区間18位の成績を残す。3年次には駅伝部の副将、4年次には主将を務め、箱根駅伝では下馬評の高くない上武大をアピールし続けた。卒業直前にはフルマラソンにも挑戦した。
大学卒業後は八千代工業に入社、同社の陸上競技部では初年度（2019年）にハーフマラソンの自己ベストを更新する。2021年の第62回東日本実業団駅伝大会では5区を走ったが区間16位、チームも16位に終わりニューイヤー駅伝への出場を果たせず、結局八千代工業は太田黒の在籍中にニューイヤー駅伝への出場ができず2022年3月で八千代工業陸上部が休止、太田黒も退社した。
2022年4月、九州に戻り、ひらまつ病院に入社。奇しくも上武大の1年先輩で共に九州出身である坂本佳太と入れ替わる形での入社となった。同年の第59回九州実業団毎日駅伝大会では5区を走ったが区間9位、チームも9位に終わりひらまつ病院でもニューイヤー駅伝への出場を果たせなかった。2023年の佐賀県郡市対抗県内一周駅伝大会で小城市チームの11連覇に貢献、自身も新人賞を獲得する。九州大会終了後に副キャプテンに任じられ、10000メートルの自己ベストを更新したが、2023年3月31日付でひらまつ病院を退社した。
2023年4月、西鉄に移籍。同年の第60回九州実業団毎日駅伝大会では最終7区にエントリーされていたが、直前のエントリー変更で設楽啓太が7区を走り太田黒は走らなかった。チームは9位に入り2024年1月1日のニューイヤー駅伝出場権を獲得、ニューイヤー駅伝では太田黒が6区を走り区間40位、チームも最下位に終わった。

## 主な戦績
- 2018年 香川丸亀国際ハーフマラソン 72位 1時間05分15秒
- 2019年 第27回おきなわマラソン 優勝 2時間23分44秒

### 駅伝成績
- 2017年 第93回箱根駅伝 3区区間10位 1時間04分44秒
- 2018年 第94回箱根駅伝 2区区間19位 1時間10分40秒
- 2019年 第95回箱根駅伝 2区区間18位 1時間10分19秒

- 2021年 第62回東日本実業団駅伝 5区区間16位 25分24秒
- 2022年 第59回九州実業団毎日駅伝 5区区間9位 39分49秒
- 2024年 第68回ニューイヤー駅伝 6区区間40位 35分14秒
- 2025年 第69回ニューイヤー駅伝 6区区間30位 34分57秒